# Бероян, Артём Коноевич
Артём Коноевич Бероян (арм. Արտեմ Բերոյան; 10 (22) июня 1878, Тифлис, Кавказское наместничество, Российская империя — 1962, Тбилиси Грузинская ССР) — армянский советский актёр театра и кино. Народный артист Грузинской ССР (1941).

## Биография
Был женат на Марии Бероян, армянской советской актрисе, Народной артистке Грузинской ССР.
Один из ветеранов армянской сцены. Дебютировал в театре в Тифлисе в 1899 году. В 1909 году выступал с абелянско-армянской группой в Константинополе. Выступал в Ереванском революционном театре. С 1922 года играл в армянском драматическом театре в Тифлисе. Был одним из первых актёров армянской драмы в Тбилиси.
Выступал вместе с супругой Марией Бероян. Играл драматические и хара́ктерные роли. Для актёрского искусства А. Берояна были характерны чёткий рисунок сценического образа, реалистическая манера игры.
Выступал в Иране, Египте, Румынии и Болгарии.

## Избранные роли в театре
- Аслак («Доктор Стокман» Ибсена)
- Зимзимов («Пэпо» Сундукяна)
- Парси («Разбитый очаг» Г. Сундукяна)
- Элизбаров («Из-за чести» А. Ширванзаде)
- Берест («Платон Кречет» А. Корнейчука)
- Васин («Русские люди» К. Симонов)
- Левшин («Враги» М. Горького).

## Избранная фильмография
- 1935 — Пэпо